# Thảm kịch Vargas
Thảm kịch Vargas là thảm họa tự nhiên xảy ra ở bang Vargas, Venezuela vào ngày 14 tháng 12 năm 1999, khi những cơn mưa xối xả gây ra lũ quét và dòng chảy vụn giết chết hàng chục ngàn người, phá hủy hàng ngàn ngôi nhà và dẫn đến sự sụp đổ hoàn toàn của cơ sở hạ tầng của nhà nước. Theo các nhân viên cứu trợ, khu phố Los Corales bị chôn vùi dưới 3 mét bùn và rất nhiều ngôi nhà bị cuốn vào đại dương. Toàn bộ thị trấn bao gồm Cerro Grande và Carmen de Uria hoàn toàn bị xoá sổ. Có đến 10% dân số Vargas đã chết trong sự kiện này. Ước tính có 10.000-30.000 người chết.